# Sint-Margarethakapel (Neigem)
De Sint-Margarethakapel is een kapel in Neigem in de Belgische provincie Oost-Vlaanderen. De kapel staat aan aan de Brusselseheerweg, daar waar de Kantonstraat zich afsplitst.
De kapel werd opgericht omstreeks 1750. Het is een niskapel op een sierlijk zuiltje dat is vervaardigd uit arduin. De nis heeft een gebogen dak.
Op de sokkel staat het chronogram:
```
heYLIge Margareta Voorsprakerse Der beVrUChte VroUWen

op U hebben WY aL ons betrouwen

WILt ons InDaChtIgh: sYn In aLLe DroefheYt en De pYn

Leest Dan Voor De boUWers Deser CapeLLe
,
```

wat de jaartallen 1776, 1779 en 1770 oplevert.